# التصنيف الدولي لتأدية الوظائف والعجز والصحة
التصنيف الدولي لتأدية الوظائف والعجز والصحة، والذي يُشار إليه أيضًا بالاختصار الإنجليزي ICF، يعتبر تصنيفًا للمكونات الصحية المتعلقة بتأدية الوظائف والعجز.
وبعد تسع سنوات من جهود المراجعة الدولية التي نسقتها منظمة الصحة العالمية (WHO) وجمعية الصحة العالمية في 22 مايو 2001، تم إقرار التصنيف الدولي لتأدية الوظائف والعجز والصحة، واختصاره بالإنجليزية "ICF". لقد تم إصدار هذا التصنيف للمرة الأولى في عام 1980، ثم أطلقت عليه منظمة الصحة العالمية اسم التصنيف الدولي للفشل والعجز والإعاقة أو اختصارًا بالإنجليزية ICIDH، وذلك بهدف تقديم إطار موحد لتصنيف المكونات الصحية المتعلقة بتأدية الوظائف والعجز.
ويعتبر التصنيف الدولي لتأدية الوظائف والعجز والصحة مكملًا للمراجعة العاشرة للتصنيف الدولي للأمراض الذي تجريه منظمة الصحة العالمية، والذي يتضمن معلومات حول التشخيص والحالة الصحية، ولكن ليس حول الحالة الوظيفية. ويشكّل التصنيف الدولي للأمراض والتصنيف الدولي لتأدية الوظائف والعجز والصحة التصنيفان الأساسيان في مجموعة التصنيفات الدولية التي تجريها منظمة الصحة العالمية والتي يشار إليها بالإنجليزية اختصارًا (WHO-FIC).

## نظرة عامة
يتضمن التصنيف الدولي لتأدية الوظائف والعجز والصحة المكونات الشاملة التالية:
- وظائف الجسم وهيكله
- الأنشطة (المرتبطة بالمهام والأفعال التي يقوم بها الفرد) والمشاركة (الانخراط في موقف حياتي ما)
- معلومات إضافية حول الخطورة والعوامل البيئية

يرى المتخصصون أن تأدية الوظائف والعجز يعدان بمثابة تفاعل معقد بين الحالة الصحية للفرد والعوامل السياقية للبيئة، بالإضافة إلى العوامل الشخصية. كما أن الصورة التي أنتجتها هذه التركيبة من العناصر والأبعاد تمثل «الفرد في عالمه الخاص». ويعالج التصنيف هذه الأبعاد باعتبارها تفاعلية وديناميكية أكثر من كونها خطية أو ثابتة. كما يتيح إجراء تقييم لدرجة العجز، على الرغم من أنه ليس أداة قياس. ويمكن تطبيقه على جميع الأفراد، مهما كانت حالتهم الصحية. وتتميز لغة التصنيف الدولي لتأدية الوظائف والعجز والصحة بأنها حيادية فيما يتعلق بعلم أسباب الأمراض، حيث ينصب تركيزها على الوظيفة أكثر من الحالة أو المرض. كما أنه مصمم بطريقة دقيقة ليكون متصلًا عبر الثقافات وأيضًا المجموعات العمرية والأنواع، مما يجعله مناسبًا بدرجة عالية للمجتمعات السكانية غير المتجانسة.

## فوائد التصنيف الدولي لتأدية الوظائف والعجز والصحة
هناك فوائد تتعلق باستخدام التصنيف الدولي لتأدية الوظائف والعجز والصحة لكلٍ من العميل والأخصائي الطبي على حد سواء. فالفائدة الكبرى للعميل هي دمج السمات الطبية والاجتماعية لحالته الصحية. حيث يتم مزج جميع سمات حياة الشخص (التنمية والمشاركة والبيئة) في التصنيف الدولي لتأدية الوظائف والعجز والصحة بدلًا من التركيز فقط على تشخيص مرضه. فتشخيص المرض يكشف القليل حول قدرات الفرد على أداء الوظائف. وتعتبر عمليات تشخيص المرض مهمة لتحديد سبب هذا المرض وتوقع مساره، ولكن معرفة القيود الوظيفية غالبًا ما ترتبط بالمعلومات التي يتم استخدامها للتخطيط لعمليات التدخل وتنفيذها  وبمجرد تعرّف فريق إعادة التأهيل على الأنشطة اليومية التي يُطالَب العميل بالقيام بها؛ يمكن بعد ذلك الاعتماد على سلسلة حل المشكلات التي أنشأها التصنيف الدولي لتأدية الوظائف والعجز والصحة. فعلى سبيل المثال، يمكن للمعالج الطبيعي المهني مراقبة العميل أثناء تأديته أنشطته اليومية، إلى جانب ملاحظة قدراته الوظيفية. ومن ثم، ّ يمكن استخدام هذه المعلومات لتحديد المدى الذي يمكن في إطاره تحسين قدرات الفرد إليه من خلال العلاج، ومدى إمكانية تغيير البيئة لتسهيل أداء الفرد. يمكن للتدخل على مستوى واحد (القدرات الحالية) منع أو تعديل الأحداث خلال مستوى تالٍ (المشاركة). على سبيل المثال، يعزز تعليم الطفل الأصم الإشارات اليدوية من التفاعل المؤثر ويزيد من مشاركة الفرد للأنشطة مع أسرته.
وكذلك يُمكّن التصنيف الدولي لتأدية الوظائف والعجز والصحة المعالج الذي يقوم بإعادة التأهيل ليس فقط خلال عمله اليومي مع مرضاه، ولكن أيضًا عند العمل مع الأنظمة الطبية الأخرى والمستشفيات وإدارات الرعاية الطبية الأخرى والهيئات الصحية وصنّاع السياسات. وجميع العناصر مُعرّفة من الناحية العملية من خلال أوصاف واضحة يمكن تطبيقها على عمليات تقييم الحياة الحقيقية بجلاء وسهولة. وتساعد اللغة المستخدمة في التصنيف الدولي لتأدية الوظائف والعجز والصحة في دعم اتصال أفضل بين هذه المجموعات من الأفراد.

## العلاقة الطبية
تساعد معرفة كيفية تأثير المرض على أداء المرء للوظائف في وضع مخطط خدمات أفضل، فضلاً عن معالجة وإعادة تأهيل الأفراد المصابين بعجز طويل المدى أو أمراض مزمنة. ويشكل التصنيف الدولي لتأدية الوظائف والعجز والصحة الحالي فهمًا أكثر تكاملاً للصحة، وهو ما يساعد على تكوين ملف تعريفي شامل للفرد بدلًا من التركيز على الحالة الصحية له. وتشمل الآثار المترتبة على استخدام التصنيف الدولي لتأدية الوظائف والعجز والصحة التركيز على نقاط القوة لدى الفرد، ومساعدته في المشاركة بكثافة أكثر في المجتمع من خلال الاعتماد على التدخلات التي تهدف إلى تعزيز قدراتهم، وكذلك دراسة العوامل البيئية والشخصية التي يمكن أن تعوق مشاركة الفرد.
المحددات: إن محددات التصنيف الدولي لتأدية الوظائف والعجز والصحة «يمكن أن تترجم طبيًا على أنها مستويات تأدية الوظائف التي تتم ملاحظتها في بيئة قياسية أو طبية وفي البيئات اليومية». وتدعم المحددات عملية المعايرة وكذلك استيعاب تأدية الوظائف في التقييم المتعدد الاختصاصات. فهي تمكّن جميع أعضاء الفريق من تحديد مدى حجم المشكلات، حتى في مجالات تأدية الوظائف التي لا يعتبر المرء متخصصًا فيها. وبدون المحددات، لا يكون للقوانين معنى متأصل. فالفشل والعجز، سواء بالتحديد أو التقييد، يُحدد من 0 (لا توجد مشكلة؛ 0-4%)، و1 (مشكلة طفيفة: 5-24%)، و2 (مشكلة متوسطة: 25-49%)، و3 (مشكلة خطيرة: 50-95%)، حتى 4 (مشكلة متكاملة: 96-100%). ويتم تحديد مقدار العوامل البيئية من خلال مقياس سلبي وإيجابي لتحديد مدى كون الأفعال البيئية عوائق أو مسهلات. ولأغراض التأمين، يمكن للمحددات أن تصف مدى فاعلية عملية المعالجة. ويمكن للمرء تفسير انخفاض نتيجة المحددات بأنها زيادة في قدرة الأداء الوظيفي للمريض.

## المجموعات الأساسية الخاصة بالتصنيف الدولي لتأدية الوظائف والعجز والصحة
يمكن أن تعمل المجموعة الأساسية للتصنيف الدولي لتأدية الوظائف والعجز والصحة كإطار مرجعي وأداة عملية لتصنيف الأداء الوظيفي للمريض ووصفه بطريقة أكثر فعالية من الناحية الزمنية. ويمكن استخدام المجموعات الأساسية للتصنيف الدولي لتأدية الوظائف والعجز والصحة إلى جانب مواصلة الرعاية، وفي أثناء متابعة الحالة الصحية. ويتضمن التصنيف الدولي لتأدية الوظائف والعجز والصحة أكثر من 1400 فئة يقتصر استعمالها على الممارسة الطبية. ويستغرق الأمر وقتًا كبيرًا من الطبيب لاستخدام كل ما ورد في المضمون الأساسي للتصنيف الدولي لتأدية الوظائف والعجز والصحة مع مريضه. فالأمر لا يتطلب سوى استخدام جزء من فئات هذا التصنيف. وكقاعدة عامة، فإن 20% من هذه القوانين ستصف 80% من التفاوت الملاحظ في الممارسة. وتتضمن المجموعات الأساسية للتصنيف الدولي لتأدية الوظائف والعجز والصحة أقل ما يمكن، ولكن تتضمن العديد من فئات التصنيف الدولي لتأدية الوظائف والعجز والصحة الضرورية لوصف مستوى تأدية الوظائف لدى المريض. ومن المفترض أن استخدام المجموعة الأساسية للتصنيف الدولي لتأدية الوظائف والعجز والصحة سوف يزيد الثقة بين المقيمين المتبادلين عند تقنين الحالات الطبية، وذلك باعتبار أنه ستتم فقط الاستفادة من الفئات المناسبة الخاصة بمريض معين. ونظرًا لإدراج جميع الفئات المناسبة في المجموعة الأساسية للتصنيف الدولي لتأدية الوظائف والعجز والصحة، فإن استخدامها في التقييمات المتعددة الاختصاصات يحمي الأخصائيين العاملين في مجال الصحة من فقد السمات المهمة المتعلقة بتأدية الوظائف.

## إصدار الأطفال والشباب (ICF-CY)
من خلال استخدام الأطباء والباحثين للتصنيف الدولي لتأدية الوظائف والعجز والصحة، فإنهم أصبحوا على دراية أكبر بقيوده. فالتصنيف الدولي لتأدية الوظائف والعجز والصحة يفتقد القدرة على تصنيف خصائص الأداء الوظيفي للطفل خلال مراحل نموه ومن ثم، يتطلب الأمر الاعتماد على القوانين المختلفة للتصنيف الدولي لتأدية الوظائف والعجز والصحة خلال السنوات الأولى لحياة الطفل، وذلك من أجل السيطرة على نمو وتطور حالة طفل يعاني من عجز ما، وذلك عندما لا يتغير تشخيص حالة المرض لدى هذا الطفل. يمكن لنظام التقنين أن يقدم معلومات أساسية حول خطورة حالة مرضية ما في إطار تأثيرها على أداء الوظائف. ويمكن أن يلعب هذا دورًا مهمًا لمقدمي الرعاية للأطفال المصابين باضطرابات طيفية، مثل التوحد أو الشلل الدماغي. فالأطفال المصابون بهذه الحالات المرضية يمكن أن يكون لديهم نفس التشخيص المرضي، إلا أن قدراتهم ومستويات الأداء الوظيفي لديهم تختلف بصورة واسعة بين الأفراد مع مرور الوقت.
لقد تم إكمال المسودة الأولى حول إصدار الأطفال والشباب من التصنيف الدولي لتأدية الوظائف والعجز في عام 2003 وتم نشرها في عام 2007. وقد تم تطوير هذا التصنيف الخاص بالأطفال والشباب ليتناسب هيكليًا مع التصنيف الدولي لتأدية الوظائف والعجز والصحة للبالغين. والفرق الرئيسي بين التصنيف الدولي لتأدية الوظائف والعجز والصحة للأطفال والشباب والتصنيف الدولي لتأدية الوظائف والعجز والصحة للبالغين هو أن المحددات النوعية الخاصة بالثاني تتضمن الآن جوانب إنمائية للأطفال والشباب واردة في الأول. وقد تم مراجعة أوصاف القوانين الواردة في التصنيف الدولي لتأدية الوظائف والعجز والصحة للأطفال والشباب وتوسيع نطاقها، كما تمت إضافة محتوى جديد للقوانين غير المستعملة الموضوعة سابقًا. وقد تم إضافة قوانين لتوثيق خصائص مثل القدرة على التكيف والاستجابة والقدرة على التوقع والمثابرة وسهولة التواصل. وتم توسعة قوانين «الإحساس» و«استكشاف الأشياء»، بالإضافة إلى قانون «أهمية التعلم». ونظرًا لأن انشغال الطفل الأساسي يكون باللعب، فمن الأهمية بمكان أن يتضمن هذا المجال مزيدًا من القوانين. كما أنه توجد قوانين منفصلة لمستويات اللعب المختلفة في التصنيف الدولي لتأدية الوظائف والعجز والصحة للأطفال والشباب (منعزل، مشاهد، متوازٍ). وهذا يتعارض مع التصنيف الدولي لتأدية الوظائف والعجز والصحة للبالغين، حيث يوجد قانون واحد فقط متعلق بالترفيه أو الاستجمام.
إن التغييرات التي تحدث في التصنيف الدولي لتأدية الوظائف والعجز والصحة للأطفال والشباب مع مرور الوقت تعكس التأثيرات التنموية التي يمكن نسبتها إلى تفاعل الطفل مع البيئة. فالعوامل البيئية تؤثر على الأداء الوظيفي والتنمية، ويمكن توثيقها كعوائق أو كمسهلات باستخدام التصنيف الدولي لتأدية الوظائف والعجز والصحة للأطفال والشباب. وتتضمن البيئات الرئيسية للأطفال والمراهقين منازلهم ومراكز الرعاية اليومية التي ترعاهم والمدارس وأماكن الاستجمام التي تتمثل في الملاعب والحدائق وملاعب الكرة. ومن المعروف أن الأطفال سينتقلون بين بيئات مختلفة مرات عديدة خلال نموهم. فعلى سبيل المثال، سوف ينتقل الطفل إلى المدرسة الابتدائية أو الثانوية أو من مكان يحصل فيه على خدمات أو من هيئة إلى أخرى. فالاهتمام بهذه التنقلات التي يقوم بها الأطفال ذوو العجز يعتبر دورًا مهمًا لمقدمي الرعاية الصحية. فالانتقال يتطلب إعدادًا وتخطيطًا لإيجاد مكان مناسب وملائم لاحتياجات الطفل. ومن خلال نظام تقنين مثل التصنيف الدولي لتأدية الوظائف والعجز والصحة للأطفال والشباب، فإن عملية الانتقال ستكون أسهل ويمكن لعمليات التدخل والمباشرة أن تبدأ من حيث انتهى مقدم الرعاية الصحية السابق.

## وصلات خارجية
- International Classification of Functioning, Disability and Health (ICF) - منظمة الصحة العالمية
- International Classification of Functioning, Disability and Health (ICF) - مراكز مكافحة الأمراض واتقائها
- ICF case studies: Implementation of ICF in rehabilitation management

Age based "developmental" code sets derived from the ICF CY can be found at *http://www.icf-cydevelopmentalcodesets.com/
- The Italian Portal of Classifications is the ICF and ICF-CY browsing tool of the Italian Collaborating Centre of the World Health Organization for the Family of International Classifications